# Coupe de France masculine de handball 2018-2019
Navigation
Coupe de France 2017-2018 Coupe de France 2019-2020
La coupe de France masculine de handball 2018-2019 est la 36e édition de la compétition. Il s'agit d'une épreuve à élimination directe mettant aux prises des clubs de handball amateur et professionnel affiliés à la Fédération française de handball. Les finales (départementale, régionale et nationale) ont eu lieu le 25 mai 2019 à l'AccorHotels Arena de Paris.
La compétition est remportée pour la première fois par le Chambéry Savoie Mont Blanc Handball, vainqueur en finale du Dunkerque Handball Grand Littoral.

## Déroulement de la compétition
La compétition, réservée aux équipes premières des clubs évoluant dans les divisions nationales, se déroule sur onze tours dont la finale à Paris. Les clubs de Nationale 3 commencent dès le tour préliminaire alors que ceux de Starligue entrent lors des seizièmes de finale.
| Nom               | Tirage au sort                                                                        | Matchs                           | Qualifiés | Entrants                      |
| ----------------- | ------------------------------------------------------------------------------------- | -------------------------------- | --------- | ----------------------------- |
| Tour préliminaire | par secteur géographique                                                              | du 30 août au 6 septembre 2018   | -         | 16 Nationale 3                |
| 1er tour          | par secteur géographique                                                              | 9 et 10 septembre 2018           | 8         | 72 Nationale 3 56 Nationale 2 |
| 2e tour           | par secteur géographique                                                              | 30 septembre et 1er octobre 2018 | 38        | -                             |
| 3e tour           | par secteur géographique                                                              | 13 au 15 octobre 2018            | 34        | -                             |
| 64es de finale    | par secteur géographique                                                              | 27 et 28 octobre 2018            | 17        | 27 Nationale 1                |
| 32es de finale    | par secteur géographique, les clubs entrants se déplacent et ne peuvent se rencontrer | 1er et 2 décembre 2018           | 22        | 14 Proligue                   |
| 16es de finale    | par secteur géographique, les clubs entrants se déplacent et ne peuvent se rencontrer | 15 au 16 décembre 2018           | 18        | 14 Starligue                  |
| 8es de finale     | intégral                                                                              | 9 et 10 février 2019             | 16        | -                             |
| Quarts de finale  | intégral                                                                              | 9 et 10 mars 2019                | 8         | -                             |
| Demi-finales      | intégral                                                                              | 6 et 7 avril 2019                | 4         | -                             |
| Finale            | intégral                                                                              | 25 mai 2019                      | 2         | -                             |

### Déroulement des rencontres
Un match se déroule en deux mi-temps de 30 minutes entrecoupées d'un temps de repos de 15 minutes. En cas d’égalité à la fin du temps réglementaire on effectue une épreuve des tirs au but. Les équipes peuvent inscrire jusqu'à 14 joueurs sur la feuille de match.

### Diffusion TV
Les droits TV des Coupes de France masculines et féminines ont été acquis en décembre 2018 par la chaîne L'Équipe qui diffusera a minima les matchs suivants :
- 1 huitième de finale (09 & 10/02/2019),
- 2 quarts de finale (09 & 10/03/2019)
- les 2 demi-finales (06 & 07/04/2019)
- la finale (25/05/2019).

Les matchs diffusés présentent le logo .

## Résultats détaillés

### Premiers tours

#### Tour préliminaire
Le tour préliminaire s'est déroulé du 30 août au 2 septembre 2018. Il ne concerne que seize des 88 clubs dont l’équipe première est engagé en Nationale 3.

#### Premier tour
Le premier tour s'est déroulé du 8 au 9 septembre 2018. Les clubs de Nationale 3 qui n'ont pas joué le tour préliminaire et tous les clubs de Nationale 2 entrent en lice à ce tour.
Sur 48 confrontations, sept clubs de Nationale 3 parviennent à éliminer un club de la division supérieure. Par ailleurs, seuls le HBC Libourne et FB2M Handball atteignent le deuxième tour après avoir remporté le tour préliminaire.

#### Deuxième tour
Le 2e tour s'est déroulé du 28 au 30 septembre 2018 :
Le Pouzauges VHB, l'Entente Asnières-Colombes-Clichy, le Draguignan VHB, le HBC Loriol et le HBC Libourne, éliminent un club de la division supérieure (N2) pour accéder au troisième tour.

#### Troisième tour
Le 3e tour se déroule du 26 au 28 octobre 2018.
L'Entente Asnières-Colombes-Clichy, le Stade de Vanves Handball, le Draguignan VHB et le Pouzauges VHB sont les derniers représentants de Nationale 3. Hormis le dernier cité, tous éliminent un club de Nationale 2 pour y parvenir.

#### Quatrième tour
Le quatrième tour, correspondant aux soixante-quatrièmes de finale, a lieu des 10 et 11 novembre 2018. Il marque l'entrée en lice des 27 clubs de Nationale 1 qui ne sont pas des équipes réserves.
Le Stade de Vanves Handball est le dernier club de Nationale 3 rescapé après ce tour grâce à sa victoire dans le duel entre clubs de N3. Le Saint-Nazaire Handball, l’ASPTT Mulhouse/Rixheim, le Metz Handball et le CS Bourgoin-Jallieu HB se distinguent en éliminant des clubs de Nationale 1. Avec l'Olympique Antibes Juan-les-Pins HB qui a éliminé un club de Nationale 3, ce sont les derniers représentants de la quatrième division nationale.

### Trente-deuxièmes de finale
Les trente-deuxièmes de finale, marqués par l'entrée des clubs de Proligue (D2), ont lieu du vendredi 30 novembre au dimanche 2 décembre 2018.
| Date              | Club recevant                | Div. | Score   | Club visiteur                      | Div. |
| ----------------- | ---------------------------- | ---- | ------- | ---------------------------------- | ---- |
| 2 décembre 2018   | Saint-Nazaire Handball       | N2   | 30 – 40 | Billère Handball                   | N1   |
| 1er décembre 2018 | Pau Nousty Sports            | N1   | 23 – 32 | Limoges Hand 87                    | PL   |
| 1er décembre 2018 | Angers SCO Handball          | N1   | 24 – 26 | Caen Handball                      | PL   |
| 30 novembre 2018  | CPB Rennes                   | N1   | 28 – 25 | ESM Gonfreville-l'Orcher           | N1   |
| 2 décembre 2018   | ASB Rezé Handball            | N1   | 33 – 27 | Saint-Marcel Vernon                | PL   |
| 1er décembre 2018 | CO Vernouillet               | N1   | 29 – 35 | JS Cherbourg                       | PL   |
| 1er décembre 2018 | Torcy HBMLV                  | N1   | 33 – 36 | Massy Essonne Handball             | PL   |
| 1er décembre 2018 | HBC Gien Loiret              | N1   | 30 – 36 | Union sportive de Créteil handball | PL   |
| 1er décembre 2018 | Stade de Vanves Handball     | N3   | 32 – 40 | Saran Loiret Handball              | PL   |
| 1er décembre 2018 | Hazebrouck HB 71             | N1   | 23 – 34 | C' Chartres MHB                    | PL   |
| 1er décembre 2018 | Metz Handball                | N2   | 28 – 40 | Grand Nancy MHB                    | PL   |
| 1er décembre 2018 | AS Folschviller              | N1   | 31 – 32 | Élite Val d'Oise                   | N1   |
| 2 décembre 2018   | Grand Besançon DHB           | N1   | 49 – 35 | Strasbourg Schiltigheim AHB        | PL   |
| 2 décembre 2018   | ASPTT Mulhouse/Rixheim       | N2   | 27 – 38 | Sélestat Alsace handball           | PL   |
| 1er décembre 2018 | Villeurbanne HA              | N1   | 30 – 26 | Grenoble SMH 38                    | PL   |
| 1er décembre 2018 | CS Bourgoin-Jallieu HB       | N2   | 27 – 38 | Dijon Métropole Handball           | PL   |
| 1er décembre 2018 | Ol. Antibes Juan-les-Pins HB | N2   | 34 – 32 | HB Bagnols GR                      | N1   |
| 1er décembre 2018 | Valence Handball             | N1   | 30 – 32 | Cavigal Nice Handball              | PL   |

L’ASB Rezé Handball, le Villeurbanne HA et le Grand Besançon DHB, clubs de Nationale 1, profitent de l’avantage du terrain pour éliminer des clubs de Proligue. Saint-Marcel Vernon et les deux promus (le Grenoble SMH 38 et le Strasbourg Schiltigheim AHB) en font les frais. Trois autres clubs de Nationale 1 se qualifient face à un adversaire de même niveau ou inférieur : Billère Handball, CPB Rennes et Élite Val d'Oise.
Vainqueur du HB Bagnols GR (Nationale 1), l’Olympique Antibes Juan-les-Pins HB est le dernier club de Nationale 2 présent dans la compétition. Après quatre victoires, le Stade de Vanves Handball, club de Nationale 3, est éliminé par le Saran Loiret Handball.

### Seizièmes de finale
Les seizièmes de finale, marqués par l'entrée des clubs de Starligue (D1), ont lieu les samedi 15 et dimanche 16 décembre 2018.
| Date             | Club recevant                      | Div. | Score   | Club visiteur               | Div. |
| ---------------- | ---------------------------------- | ---- | ------- | --------------------------- | ---- |
| 16 décembre 2018 | Caen Handball                      | PL   | 23 – 31 | HBC Nantes                  | SL   |
| 15 décembre 2018 | Union sportive de Créteil handball | PL   | 31 – 32 | Tremblay-en-France Handball | SL   |
| 14 décembre 2018 | C' Chartres MHB                    | PL   | 35 – 31 | Cesson Rennes MHB           | SL   |
| 15 décembre 2018 | ASB Rezé Handball                  | N1   | 23 – 41 | Dunkerque HGL               | SL   |
| 14 décembre 2018 | CPB Rennes                         | N1   | 26 – 24 | JS Cherbourg                | PL   |
| 16 décembre 2018 | Dijon Métropole Handball           | PL   | 25 – 29 | Paris Saint-Germain         | SL   |
| 14 décembre 2018 | Massy Essonne Handball             | PL   | 25 – 24 | Pontault-Combault Handball  | SL   |
| 14 décembre 2018 | Élite Val d'Oise                   | N1   | 20 – 30 | Chambéry SMB HB             | SL   |
| 15 décembre 2018 | Saran Loiret Handball              | PL   | 37 – 35 | US Ivry                     | SL   |
| 15 décembre 2018 | Grand Nancy MHB                    | PL   | 36 – 35 | Sélestat Alsace handball    | PL   |
| 14 décembre 2018 | Villeurbanne HA                    | N1   | 25 – 31 | USAM Nîmes Gard             | SL   |
| 15 décembre 2018 | Ol. Antibes Juan-les-Pins HB       | N2   | 25 – 43 | Saint-Raphaël VHB           | SL   |
| 14 décembre 2018 | Billère Handball                   | N1   | 27 – 35 | Istres Provence HB          | SL   |
| 15 décembre 2018 | Limoges Hand 87                    | PL   | 25 – 28 | Montpellier Handball        | SL   |
| 15 décembre 2018 | Cavigal Nice Handball              | PL   | 29 – 40 | Fenix Toulouse              | SL   |
| 15 décembre 2018 | Grand Besançon DHB                 | N1   | 30 – 37 | Pays d'Aix UC               | SL   |

Trois clubs de Starligue, tous mal classés en championnat, sont éliminés dès leur entrée en lice par un club de Proligue : Cesson Rennes MHB, Pontault-Combault Handball et US Ivry. Leurs vainqueurs (C' Chartres MHB, Massy Essonne Handball et Saran Loiret Handball) sont les derniers représentants de la deuxième division avec le Grand Nancy MHB qui a remporté le duel de Proligue contre Sélestat Alsace handball aux tirs au but. Enfin, le CPB Rennes, club de Nationale 1, est le Petit Poucet des huitièmes de finale après avoir éliminé la JS Cherbourg.

## Tableau final
Il n'y a pas de tirage intégral par tableau, un tirage au sort est effectué pour chaque tour de qualification.
|  | Huitièmes de finale 9 et 10 février 2019 | Huitièmes de finale 9 et 10 février 2019 |                             |       | Quarts de finale 9 et 10 mars 2019 | Quarts de finale 9 et 10 mars 2019 |  |  | Demi-finales 7 avril 2019 | Demi-finales 7 avril 2019 |  |  | Finale 25 mai 2019 | Finale 25 mai 2019 |
|  | Huitièmes de finale 9 et 10 février 2019 | Huitièmes de finale 9 et 10 février 2019 |                             |       | Quarts de finale 9 et 10 mars 2019 | Quarts de finale 9 et 10 mars 2019 |  |  | Demi-finales 7 avril 2019 | Demi-finales 7 avril 2019 |  |  | Finale 25 mai 2019 | Finale 25 mai 2019 |
|  |                                          |                                          |                             |       |                                    |                                    |  |  |                           |                           |  |  |                    |                    |
|  | 10 février 2019, 17h00                   | 10 février 2019, 17h00                   |                             |       | 10 mars 2019, 17h00                | 10 mars 2019, 17h00                |  |  | 7 avril 2019, 18h30       | 7 avril 2019, 18h30       |  |  | 25 mai 2019, 21h00 | 25 mai 2019, 21h00 |
|  | 10 février 2019, 17h00                   | 10 février 2019, 17h00                   |                             |       | 10 mars 2019, 17h00                | 10 mars 2019, 17h00                |  |  | 7 avril 2019, 18h30       | 7 avril 2019, 18h30       |  |  | 25 mai 2019, 21h00 | 25 mai 2019, 21h00 |
|  | Grand Nancy MHB (PL)                     | 36                                       |                             |       | 10 mars 2019, 17h00                | 10 mars 2019, 17h00                |  |  | 7 avril 2019, 18h30       | 7 avril 2019, 18h30       |  |  | 25 mai 2019, 21h00 | 25 mai 2019, 21h00 |
|  | Grand Nancy MHB (PL)                     | 36                                       |                             |       | 10 mars 2019, 17h00                | 10 mars 2019, 17h00                |  |  | 7 avril 2019, 18h30       | 7 avril 2019, 18h30       |  |  | 25 mai 2019, 21h00 | 25 mai 2019, 21h00 |
|  | CPB Rennes (N1)                          | 31                                       |                             |       | 10 mars 2019, 17h00                | 10 mars 2019, 17h00                |  |  | 7 avril 2019, 18h30       | 7 avril 2019, 18h30       |  |  | 25 mai 2019, 21h00 | 25 mai 2019, 21h00 |
|  | CPB Rennes (N1)                          | 31                                       | Grand Nancy MHB (PL)        | 33    |                                    |                                    |  |  | 7 avril 2019, 18h30       | 7 avril 2019, 18h30       |  |  | 25 mai 2019, 21h00 | 25 mai 2019, 21h00 |
|  | 6 février 2019, 20h30                    |                                          | Grand Nancy MHB (PL)        | 33    |                                    |                                    |  |  | 7 avril 2019, 18h30       | 7 avril 2019, 18h30       |  |  | 25 mai 2019, 21h00 | 25 mai 2019, 21h00 |
|  | Saran Loiret Handball (PL)               | 29                                       |                             |       |                                    |                                    |  |  | 7 avril 2019, 18h30       | 7 avril 2019, 18h30       |  |  | 25 mai 2019, 21h00 | 25 mai 2019, 21h00 |
|  | Saran Loiret Handball (PL)               | 29                                       | Saran Loiret Handball (PL)  | 28    |                                    |                                    |  |  | 7 avril 2019, 18h30       | 7 avril 2019, 18h30       |  |  | 25 mai 2019, 21h00 | 25 mai 2019, 21h00 |
|  | 9 mars 2019, 20h00                       |                                          | Saran Loiret Handball (PL)  | 28    |                                    |                                    |  |  | 7 avril 2019, 18h30       | 7 avril 2019, 18h30       |  |  | 25 mai 2019, 21h00 | 25 mai 2019, 21h00 |
|  | Massy Essonne Handball (PL)              | 25                                       |                             |       |                                    |                                    |  |  | 7 avril 2019, 18h30       | 7 avril 2019, 18h30       |  |  | 25 mai 2019, 21h00 | 25 mai 2019, 21h00 |
|  | Massy Essonne Handball (PL)              | 25                                       | Grand Nancy MHB (PL)        | 17    |                                    |                                    |  |  |                           |                           |  |  | 25 mai 2019, 21h00 | 25 mai 2019, 21h00 |
|  | 6 février 2019, 20h00                    |                                          | Grand Nancy MHB (PL)        | 17    |                                    |                                    |  |  |                           |                           |  |  | 25 mai 2019, 21h00 | 25 mai 2019, 21h00 |
|  | Dunkerque HGL                            | 27                                       |                             |       |                                    |                                    |  |  |                           |                           |  |  | 25 mai 2019, 21h00 | 25 mai 2019, 21h00 |
|  | Dunkerque HGL                            | 27                                       | Dunkerque HGL               | 31tab |                                    |                                    |  |  |                           |                           |  |  | 25 mai 2019, 21h00 | 25 mai 2019, 21h00 |
|  | 7 avril 2019, 20h05                      |                                          | Dunkerque HGL               | 31tab |                                    |                                    |  |  |                           |                           |  |  | 25 mai 2019, 21h00 | 25 mai 2019, 21h00 |
|  | Fenix Toulouse                           | 30                                       |                             |       |                                    |                                    |  |  |                           |                           |  |  | 25 mai 2019, 21h00 | 25 mai 2019, 21h00 |
|  | Fenix Toulouse                           | 30                                       | Dunkerque HGL               | 26    |                                    |                                    |  |  |                           |                           |  |  | 25 mai 2019, 21h00 | 25 mai 2019, 21h00 |
|  | 6 février 2019, 20h00                    |                                          | Dunkerque HGL               | 26    |                                    |                                    |  |  |                           |                           |  |  | 25 mai 2019, 21h00 | 25 mai 2019, 21h00 |
|  | Pays d'Aix UC                            | 23                                       |                             |       |                                    |                                    |  |  |                           |                           |  |  | 25 mai 2019, 21h00 | 25 mai 2019, 21h00 |
|  | Pays d'Aix UC                            | 23                                       | Pays d'Aix UC               | 35    |                                    |                                    |  |  |                           |                           |  |  | 25 mai 2019, 21h00 | 25 mai 2019, 21h00 |
|  | 10 mars 2019, 18h00                      |                                          | Pays d'Aix UC               | 35    |                                    |                                    |  |  |                           |                           |  |  | 25 mai 2019, 21h00 | 25 mai 2019, 21h00 |
|  | C' Chartres MHB (PL)                     | 21                                       |                             |       |                                    |                                    |  |  |                           |                           |  |  | 25 mai 2019, 21h00 | 25 mai 2019, 21h00 |
|  | C' Chartres MHB (PL)                     | 21                                       | Dunkerque HGL               | 21    |                                    |                                    |  |  |                           |                           |  |  |                    |                    |
|  | 7 février 2019, 20h05                    |                                          | Dunkerque HGL               | 21    |                                    |                                    |  |  |                           |                           |  |  |                    |                    |
|  |                                          | Chambéry SMB HB                          | 31                          |       |                                    |                                    |  |  |                           |                           |  |  |                    |                    |
|  | Chambéry SMB HB                          | Chambéry SMB HB                          | 31                          | 33    |                                    |                                    |  |  |                           |                           |  |  |                    |                    |
|  | Chambéry SMB HB                          |                                          |                             | 33    |                                    |                                    |  |  |                           |                           |  |  |                    |                    |
|  | Saint-Raphaël VHB                        | 31                                       |                             |       |                                    |                                    |  |  |                           |                           |  |  |                    |                    |
|  | Saint-Raphaël VHB                        | 31                                       | Chambéry SMB HB             | 36    |                                    |                                    |  |  |                           |                           |  |  |                    |                    |
|  | 10 février 2019, 17h00                   |                                          | Chambéry SMB HB             | 36    |                                    |                                    |  |  |                           |                           |  |  |                    |                    |
|  | HBC Nantes                               | 32                                       |                             |       |                                    |                                    |  |  |                           |                           |  |  |                    |                    |
|  | HBC Nantes                               | 32                                       | HBC Nantes                  | 23    |                                    |                                    |  |  |                           |                           |  |  |                    |                    |
|  | 10 mars 2019, 19h40                      |                                          | HBC Nantes                  | 23    |                                    |                                    |  |  |                           |                           |  |  |                    |                    |
|  | USAM Nîmes Gard                          | 21                                       |                             |       |                                    |                                    |  |  |                           |                           |  |  |                    |                    |
|  | USAM Nîmes Gard                          | 21                                       | Chambéry SMB HB             | 33    |                                    |                                    |  |  |                           |                           |  |  |                    |                    |
|  | 6 février 2019, 20h00                    |                                          | Chambéry SMB HB             | 33    |                                    |                                    |  |  |                           |                           |  |  |                    |                    |
|  | Montpellier Handball                     | 29                                       |                             |       |                                    |                                    |  |  |                           |                           |  |  |                    |                    |
|  | Montpellier Handball                     | 29                                       | Istres Provence Handball    | 23    |                                    |                                    |  |  |                           |                           |  |  |                    |                    |
|  |                                          |                                          | Istres Provence Handball    | 23    |                                    |                                    |  |  |                           |                           |  |  |                    |                    |
|  | Montpellier Handball                     | 30                                       |                             |       |                                    |                                    |  |  |                           |                           |  |  |                    |                    |
|  | Montpellier Handball                     | 30                                       | Montpellier Handball        | 32    |                                    |                                    |  |  |                           |                           |  |  |                    |                    |
|  | 10 février 2019, 17h00                   |                                          | Montpellier Handball        | 32    |                                    |                                    |  |  |                           |                           |  |  |                    |                    |
|  | Paris Saint-Germain                      | 31                                       |                             |       |                                    |                                    |  |  |                           |                           |  |  |                    |                    |
|  | Paris Saint-Germain                      | 31                                       | Tremblay-en-France Handball | 32    |                                    |                                    |  |  |                           |                           |  |  |                    |                    |
|  |                                          |                                          | Tremblay-en-France Handball | 32    |                                    |                                    |  |  |                           |                           |  |  |                    |                    |
|  | Paris Saint-Germain                      | 34                                       |                             |       |                                    |                                    |  |  |                           |                           |  |  |                    |                    |

### Huitièmes de finale
Les huitièmes de finale se sont déroulés entre les 6 et 10 février 2019.
| Date                   | Club recevant               | Div. | Score            | Club visiteur          | Div. |
| ---------------------- | --------------------------- | ---- | ---------------- | ---------------------- | ---- |
| 6 février 2019, 20h00  | Pays d'Aix UC               | SL   | 35 – 21          | C' Chartres MHB        | PL   |
| 6 février 2019, 20h00  | Dunkerque HGL               | SL   | 27 – 27 4 – 3tab | Fenix Toulouse         | SL   |
| 7 février 2019, 20h05  | Chambéry SMB HB             | SL   | 33 – 31          | Saint-Raphaël VHB      | SL   |
| 10 février 2019, 17h00 | HBC Nantes                  | SL   | 23 – 21          | USAM Nîmes Gard        | SL   |
| 10 février 2019, 17h00 | Grand Nancy MHB             | PL   | 36 – 31          | CPB Rennes             | N1   |
| 6 février 2019, 20h00  | Istres Provence Handball    | SL   | 23 – 30          | Montpellier Handball   | SL   |
| 6 février 2019, 20h30  | Saran Loiret Handball       | PL   | 28 – 25          | Massy Essonne Handball | PL   |
| 10 février 2019, 17h00 | Tremblay-en-France Handball | SL   | 32 – 34          | Paris Saint-Germain    | SL   |

### Quarts de finale
Les quarts de finale sont déroulés les 9 et 10 mars 2019.
| Date                | Club recevant        | Division | Score   | Club visiteur         | Division |
| ------------------- | -------------------- | -------- | ------- | --------------------- | -------- |
| 09 mars 2019, 20h00 | Dunkerque HGL        | SL       | 26 – 23 | Pays d'Aix UC         | SL       |
| 10 mars 2019, 17h00 | Grand Nancy MHB      | PL       | 33 – 29 | Saran Loiret Handball | PL       |
| 10 mars 2019, 18h00 | Chambéry SMB HB      | SL       | 36 – 32 | HBC Nantes            | SL       |
| 10 mars 2019, 19h40 | Montpellier Handball | SL       | 32 – 31 | Paris Saint-Germain   | SL       |

Montpellier a infligé à Paris sa première défaite de la saison sur le plan national depuis le Trophée des champions (32-31). Après une première période réussie (16-14), le Montpellier Handball a ensuite parfaitement géré le jeu à 7 tenté par les Parisiens (25-20, 41e). De quoi gérer au mieux la fin de rencontre, en résistant aux tentatives de retour des Franciliens, qui ne défendront donc pas leur titre. Avec 8 et 7 buts, le duo des gauchers Valentin Porte - Melvyn Richardson a pleinement apporté aux Héraultais, tandis que dans le camp d'en face, c'est Uwe Gensheimer (7 buts) qui a brillé. En demi-finale, les Montpellierains seront opposé au Chambéry SMB HB, vainqueur de Nantes (36-32) grâce à un Fahrudin Melić des grands soirs (13 buts), bien épaulé par le Lituanien Gerdas Babarskas (7 buts). 
La seconde demi-finale opposera Dunkerque, qui a dominé Aix (26-23) avec un bon Tom Pelayo (8 buts), à un club de Proligue, puisque Nancy a dominé Saran (33-29), notamment grâce aux 7 réalisations de Yann Ducreux.

### Demi-finales
Les demi-finales se sont déroulés le 7 avril 2019 :
| Date                | Club recevant   | Division | Score   | Club visiteur        | Division |
| ------------------- | --------------- | -------- | ------- | -------------------- | -------- |
| 7 avril 2019, 18h30 | Grand Nancy MHB | PL       | 17 – 27 | Dunkerque HGL        | SL       |
| 7 avril 2019, 20h05 | Chambéry SMB HB | SL       | 33 – 29 | Montpellier Handball | SL       |

C’est Dunkerque qui a le premier composté son ticket, à la faveur de sa large victoire décrochée à Nancy (17-27). Après un début de match accroché (8-8, 20e), l’USDK a su accélérer juste avant la pause (9-14, mi-temps), pour ensuite dérouler jusqu’au coup de sifflet final. Avec 12 buts, Tom Pelayo a été le grand bonhomme de la qualification nordiste, tout comme Samir Bellahcene (13 arrêts à 52%). Côté lorrain, Yann Ducreux aura tout tenté avec ses 8 buts. 
De son côté, Chambéry a dominé sans aucune contestation Montpellier (33-29). Portés par leur public, les Chambériens ont rapidement pris le taureau par les cornes (6-2, 8e), pour mener tranquillement les débats à la pause (18-11, mi-temps). Un matelas suffisant pour gérer la deuxième période sans frémir, à l’image des performances d’Alejandro Costoya (7 buts) et Arthur Anquetil (6 buts). Côté MHB, on relèvera la performance des gauchers, Vid Kavtičnik et Valentin Porte (6 buts chacun).

### Finales
Les finales se déroulent le 25 mai 2019 à l'AccorHotels Arena de Paris, conjointement avec la Coupe de France féminine :
| Date                         | Club recevant    | Division | Score   | Club visiteur | Division | Rapports |
| ---------------------------- | ---------------- | -------- | ------- | ------------- | -------- | -------- |
| Finale départementale, 12h30 | HBC Belin-Beliet | Div.     | 30 – 29 | AS Meudon HB  | Div.     | Rapport  |
| Finale régionale, 16h30      | SO Calais HB     | PN       | 27 – 18 | US Orléans HB | PN       | Rapport  |
| Finale nationale, 21h00      | Chambéry SMB HB  | SL       | 31 – 21 | Dunkerque HGL | SL       | Rapport  |

| 25 mai 2019 21h00 | Chambéry Savoie Mont Blanc         | 31 – 21       | Dunkerque Handball Grand Littoral | AccorHotels Arena de Paris Affluence : 12 000 Arbitrage : Raouf et Karim Gasmi |
| 25 mai 2019 21h00 | Alexandre Tritta, Fahrudin Melić 8 | (16 – 8)      | Baptiste Butto 5                  | AccorHotels Arena de Paris Affluence : 12 000 Arbitrage : Raouf et Karim Gasmi |
| 25 mai 2019 21h00 | ×2 ×4                              | FFHB Handzone | ×4                                | AccorHotels Arena de Paris Affluence : 12 000 Arbitrage : Raouf et Karim Gasmi |

Après cinq défaites en finale, Chambéry ajoute enfin son nom au palmarès de la Coupe de France après sa nette victoire 31 à 21 face à Dunkerque. Un succès en forme de revanche pour les Savoyards, qui s’étaient inclinés face à ces mêmes Dunkerquois, en 2011, après une irrespirable séance de tirs au but. Cette fois, les hommes d'Érick Mathé n'ont laissé aucune chance à leurs adversaires. Déjà largement en tête à la pause (16-8), les Chambériens ont continué à dérouler tout au long du deuxième acte, à la grande satisfaction de son bouillonnant public. Chambéry s’offre donc une belle récompense, son premier trophée depuis le Trophée des champions 2013, et valide son ticket pour la Coupe de l'EHF.